# 藤田五郎 (小説家)
藤田 五郎（ふじた ごろう、1931年11月2日 - 1993年12月11日）は、東京出身の小説家。任侠右翼墓碑研究家としても知られる。
1967年、暴力団幹部から作家へ転向し、自伝的要素を含む『無頼 ある暴力団幹部のドキュメント』で小説家デビュー。同作は1968年、渡哲也主演・舛田利雄監督で『「無頼」より 大幹部』として映画化され、以後、1969年まで『無頼』シリーズとして全6作が製作された。
この他、1969年に扇ひろ子主演・齋藤武市監督で『姐御』、1975年に渡哲也主演・深作欣二監督で『仁義の墓場』が、1988年黒木瞳主演・鷹森立一監督で『女侠客』（じょきょう）（映画の題名は『姐御』）が、それぞれ映画化されている。仁義の墓場は2002年に岸谷五朗主演・三池崇史監督で『新・仁義の墓場』としてリメイクされた。2003年に1988年版の映画リメイクが高島礼子主演・一倉治雄監督で『姐御 ANEGO』として公開された。

## 著書
- 無頼 ある暴力団幹部のドキュメント 南北社 1967
- 俺の墓はいらない 青樹社 1967
- 緑の地獄 青樹社 1968
- 姐御 秋田書店 1968 (サンデーノベルス)
- 斬る 北明書房 1969
- 男の劇場 八雲井書院 1970
- 関東やくざ者 徳間書店 1971 「関東の仁義」青樹社
- 九州やくざ者 徳間書店 1972
- 人斬りやくざ 実録・ある無頼の涙と血 徳間書店 1972
- 関西極道者 徳間書店 1973
- 仁義の墓場 青樹社 1973 のち徳間文庫
- やくざ逆破門状 実録・北海の抗争 徳間書店 1973
- 実録監獄仁義 青樹社 1974
- 実録新宿暴力街 徳間書店 1974
- 大侠客 ドキュメント戦後やくざ史 青樹社 1974
- 無頼絶唱 わが痛恨の半生 ビクトリー出版 1974
- 実録東海の親分衆 青樹社 1975
- 無頼の詩集 竜渓書舎 1976
- 実録乱世喧嘩状 青樹社 1976
- 仁義の祭り 青樹社 1977.11
- 公安百年史 暴力追放の足跡（編著）公安問題研究協会 1978.4
- 万里の虎 新国民社 1978.4
- 女侠客（じょきょう） 青樹社 1979.11
- 任侠百年史 笠倉出版社 1980.10
- 任侠百年史物語1-2 笠倉出版社 1980
- 黒匕首仁義 ドキュメント戦後やくざ史 青樹社 1984.3
- 北侠の群れ 青樹社 1989.6 (Big books)
- 親分衆 関東編 富士出版 1989.8
- 首領の地図 青樹社 1989.5
- 奔る男の劇場 青樹社 1990.2 (Big books)
- 仁義の桜暦 青樹社 1994.5